# 12391 Ecoadachi
12391 Ecoadachi è un asteroide della fascia principale. Scoperto nel 1994, presenta un'orbita caratterizzata da un semiasse maggiore pari a 2,7496184 UA e da un'eccentricità di 0,2139120, inclinata di 9,11591° rispetto all'eclittica.